# Hof van Schoofs
L'Hof van Schoofs (Cour de Schoofs) est un palais du XVe siècle situé à Malines, en Belgique.

## Localisation
Le palais est situé au Korenmarkt 8, à Malines.

## Historique
Le Hof van Schoofs est un palais du XVe siècle. Au XIIIe siècle, la Maison aux Draps se trouve déjà ici, le prédécesseur de la Halle aux Draps sur la Grand-Place. Au XVe siècle, la famille Schoofs fait fusionner deux bâtiments (Het Schaakberd et De Leeuw). Jan I Carondelet, président du Parlement de Malines, acquiert le bâtiment en 1474. Après cela, un commerçant allemand y est resté, à qui le bâtiment a pris son autre nom Den Duytsch. Au milieu du XVIe siècle, l'immeuble devient la propriété du négociant en vins Claude Ritz ; il fait construire une tourelle sur le bâtiment. Le bâtiment sert également de domicile à l'ancienne guilde des arbalètes (à partir de 1655). En 1797, il est vendu comme bien national par les Français. Après cela, il sert de magasin, d'hôtel et de quincaillerie.
Jusqu'en 1846, la façade était ornée d'une statue de Saint Georges à cheval. Une restauration a suivi en 1912. Il est classé monument depuis 1977.